# Zám Tibor
Zám Tibor, született Nagy Tibor Tihamér (Berettyóújfalu, 1929. július 5. – Budapest, 1984. április 24.) magyar író, tanár, szociográfus.

## Életútja

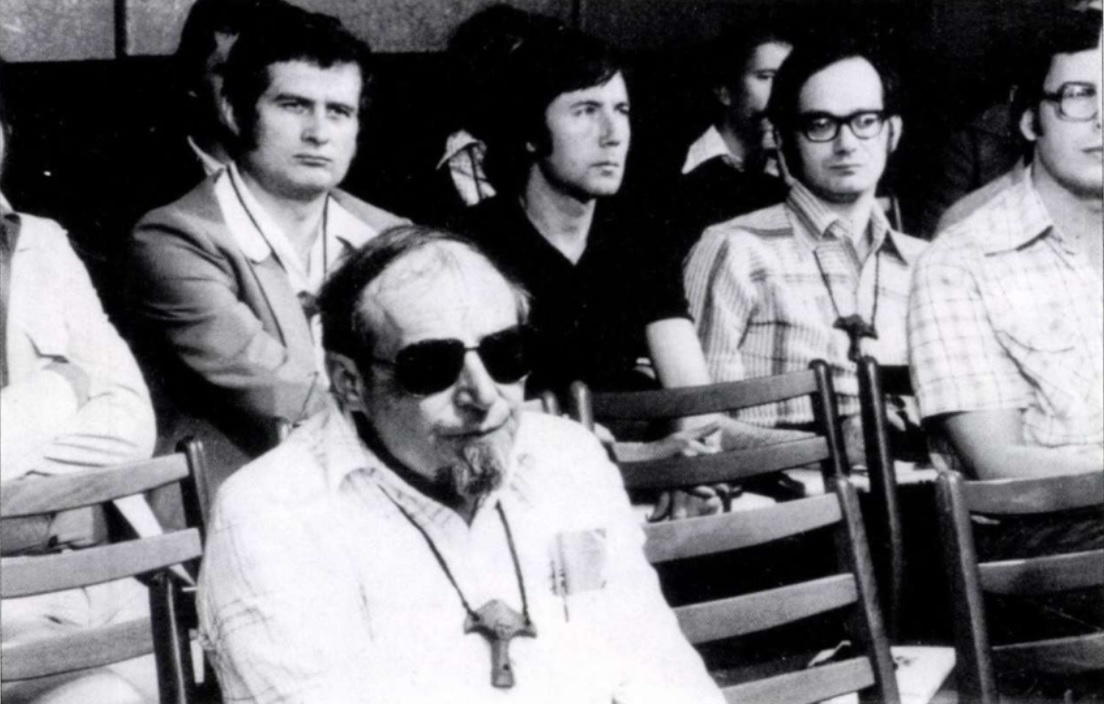
1979-ben a Fiatal Írók lakiteleki találkozóján (Bahget Iskander felvétele)

Nagy G. Károly községi írnok és Szabó Mária gyermekeként született. Az elemi iskoláit Ártándon – a születésével egy időben épült iskolában, a mai könyvtárban – végezte. Az 1947–48-as tanévben Debrecenben volt népi kollégista, majd 1948-ban a Debreceni Református Kollégium Tanítóképző Intézetében szerzett népiskolai tanítói oklevelet.
Ezt követően Biharkeresztesen dolgozott járási úttörőtitkárként, majd 1950–52-ben az Egri Pedagógia Főiskolán magyar–történelem szakon tanult. 1952–57-ben a Debreceni Agrártudományi Főiskolán volt tanársegéd, majd tanulmányi előadó. 1957–60-ig a Hortobágyon, Parádon és 1967–69-ig Biharkeresztesen tanított, 1960–65-ben a Debreceni Megyei Könyvtárban könyvtárosaként, 1969-től haláláig Kecskeméten a Forrás kiadónál dolgozott.
Pokoljárás című művét 1982. március 26-án bemutatta a Kecskeméti Katona József Színház. A darabot Sándor János állította színpadra, Tolnai Miklós (Jákó) Várkonyi Szilvia (Zsálya), Egyedi Klára (A nő - házmesterné, kardiológusnő, Tímea, ápolónő), Balogh Tamás (A férfi - szerelő, Zsolt, fődoki, főjogász, pszichiáter, hullavivő) szereposztással.
1984. április 24-én hunyt el, 54 éves korában. A Farkasréti temetőben május 10-én vettek tőle végső búcsút.

## Emlékezete
Ártándon a közösségi ház és könyvtár viseli a nevét, Zám Tibor Községi Könyvtár néven, amelyet 2009-ben vett fel. A könyvtár falán a szerző emléktáblája lett kihelyezve, melyen az író arcképe is látható. A könyvtárban Zám Tibor „életútja és munkássága” címmel állandó kiállítás látogatható. Kecskeméten kihelyezett emléktábláját 2009. március 25-én avatták fel. Az emléktábla sötét gránitból készült, 50x60 cm-es méretben.

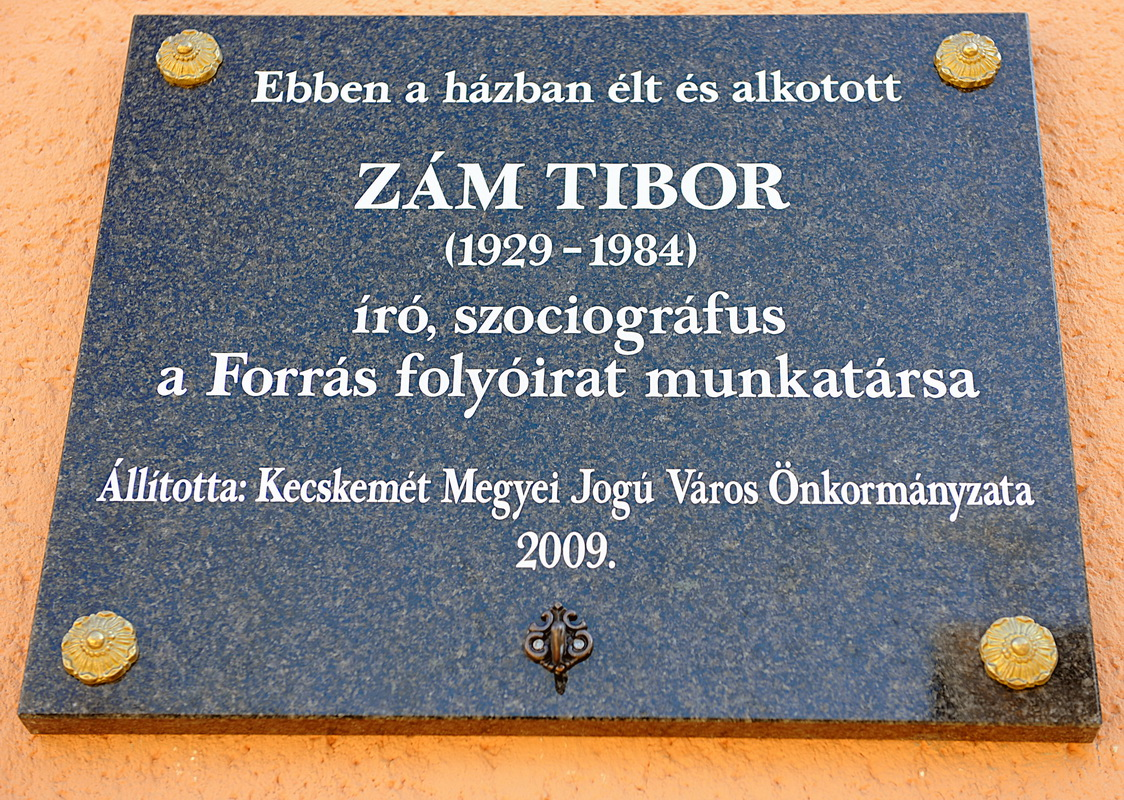
A kecskeméti emléktábla
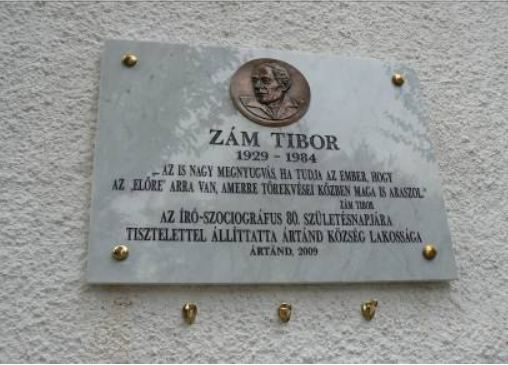
Az ártándi emléktábla

## Munkái
- Hortobágyi jegyzetek. Szociográfiák, elbeszélések; Tiszatáj–Magvető, Szeged–Budapest, 1966 (Tiszatáj irodalmi kiskönyvtár)
- Interurbán (regény) (1973)
- Bács-Kiskunból jövök (szociográfia) (1973)
- Hortobágy (fotó: Szirmai Brigitta) (1975)
- Tanyabejáró (szociográfiai tanulmány) (1977)
- Túl a poklon (regény) (1980)
- Szeplős fogantatás (elbeszélések) (1983)
- Jelenések napja[Mj. 3] - Szőrös talpú kismacska - Anyajegy (elbeszélések) (1984)
- Tények és indulatok. Válogatott szociográfiai írások; válogatta, szerkesztette, utószót írta: Kunszabó Ferenc; Magvető, Budapest, 1987
- Kaparó Antal lázadása; válogatta, szerkesztette: Agócs Sándor, Kenyár Éva, Szekér Endre; Antológia, Lakitelek, 1994

## Elismerései
- 1972 – Forrás-díj[11]
- 1979 – Művészeti Alap Irodalmi Díja[1]

### Cikkek
- Írók, színészek, képzőművészek kalendáriuma 1999 (Polisz, 1998. 44. szám)
- Lázár István: Édes úr elment (Élet és Irodalom, 1984. 18. szám)
- Lázár István: Zámpusztától Olaszdűlőig, (Forrás, 1985. 8. szám)
- Egy szabálytalan pálya… (interjú, riporter Hatvani Dániel, Forrás, 1980. 1. szám)
- Székelyhidi Ágoston: Z. T. (Alföld, 1984. 6. szám)
- Szekér Endre: Z. T. Jelenések napja (Alföld, 1986. 4. szám)